# Cândido de Abreu

Cândido de Abreu est une municipalité brésilienne située dans l'État du Paraná.

## Histoire
La région accueille ses premiers colons, au milieu du XIXe siècle. Ceux-ci sont Polonais, Allemands, Français et Ukrainiens, .
La municipalité compte deux réserves indigènes : la réserve de Faxinal et la réserve de Lote do Vitorino dos Caigangues. Cândido de Abreu est une municipalité dont l'économie repose sur l'agriculture et l'élevage, avec une part importante dévolue à la production bovine et porcine.